# 天童市立蔵増小学校
天童市立蔵増小学校（てんどうしりつくらぞうしょうがっこう）は山形県天童市蔵増にある公立小学校である。

## 概要
天童市の西部にある蔵増地区に蔵増小学校がある。学区は東北中央自動車道と最上川に挟まれたエリアで周囲は田園地帯である。学校は県道23号天童大江線の蔵増地内の街道沿いにある。周囲は団地が無いため児童数はそれほど多くない。

## 沿革
- 1877年（明治7年）12月7日 - 西常得寺に蔵増学校が創立。
- 1899年（明治32年） - 現在の蔵増公民館に蔵増尋常小学校の校舎完成。
- 1941年（昭和16年） - 国民学校令により、蔵増国民学校となる。
- 1947年（昭和22年） - 学制改革により、蔵増村立蔵増小学校となる。
- 1954年（昭和29年） - 町村合併により、天童町立蔵増小学校に改称。
- 1958年（昭和33年） - 市制施行により、天童市立蔵増小学校に改称。
- 1963年（昭和38年） - 天童市立第四小学校に改称。
- 1965年（昭和40年） - 水泳プール完成。
- 1976年（昭和51年） - 天童市立蔵増小学校に改称。
- 1983年（昭和58年） - 新校舎完成。
- 1993年（平成5年） - 体育館完成。

## 学校所在地
- 山形県天童市大字蔵増乙676

## 学区
- 蔵増(蔵増南、蔵増中、蔵増北)、高野辺、窪野目、塚野目、矢野目、小矢野目地区

## 児童数
| 年度 | 男子 | 女子 | 計  |
| ---- | ---- | ---- | --- |
| 2010 | 97   | 94   | 191 |
| 2009 | 95   | 98   | 193 |
| 2008 | 98   | 96   | 194 |
| 2007 | 98   | 94   | 192 |
| 2006 | 94   | 101  | 195 |
| 2005 | 97   | 104  | 201 |
| 2004 | 98   | 114  | 212 |
| 2003 | 99   | 119  | 218 |
| 2002 | 102  | 133  | 235 |

## 卒業後
- 天童市立第三中学校へ進学する。